# Luigi Ganna
Luigi Ganna (Induno Olona, 1 december 1883 -  Varese, 2 oktober 1957) was een Italiaans wielrenner. Hij werd ook wel de 'koning van het slijk' genoemd.
Hij was eerst metselaar, waarvoor hij 95 kilometer naar zijn werk moest fietsen. 
Hij won de eerste editie van de Ronde van Italië, die van start was gegaan op 13 mei 1909, met 129 renners. Ganna kreeg voor die overwinning een premie van 5.325 lire, equivalent vandaag de dag met 15.000 euro. De wedstrijd werd op punten beslist, maar als het op tijd beslist zou zijn, zou de Italiaan Giovanni Rossignoli gewonnen hebben.
Hij was zeer snel en regelmatig, in 1908 behaalde hij het werelduurrecord, dat hij zes jaar wist vast te houden. In 1909 won hij ook Milaan-San Remo. 
Na de Eerste Wereldoorlog ging hij motorfietsframes construeren en verkopen onder eigen naam, Ganna.

## Belangrijkste overwinningen
1906
- Coppa Val d'Olona
- Milaan-Giovi-Milan

1907
- San Remo-Vintimille-San Remo

1909
- Milaan-San Remo
- 4e etappe Ronde van Italië
- 5e etappe Ronde van Italië
- 7e etappe Ronde van Italië
- Eindklassement Ronde van Italië

1910
- 6e etappe Ronde van Italië
- 7e etappe Ronde van Italië
- 10e etappe Ronde van Italië
- Ronde van Emilië
- Milaan-Modena

## Resultaten in voornaamste wedstrijden
| Jaar | Ronde van Italië | Ronde van Frankrijk | Ronde van Spanje |
| ---- | ---------------- | ------------------- | ---------------- |
| 1905 |                  |                     |                  |
| 1906 |                  |                     |                  |
| 1907 |                  | opgave              |                  |
| 1908 |                  | 5e                  |                  |
| 1909 | ↑                | opgave              |                  |
| 1910 | ↑                |                     |                  |
| 1911 |                  |                     |                  |
| 1913 | 5e               |                     |                  |
| 1914 |                  |                     |                  |

| Jaar | Milaan-San Remo | Parijs-Roubaix | Ronde van Lombardije |
| ---- | --------------- | -------------- | -------------------- |
| 1905 |                 |                | ↑                    |
| 1906 |                 |                | ↑                    |
| 1907 | 4e              |                | ↑                    |
| 1908 | ↑               | 14e            | ↑                    |
| 1909 | ↑               |                | 6e                   |
| 1910 |                 |                | ↑                    |
| 1911 | ↑               |                | 12e                  |
| 1913 | 20e             |                |                      |
| 1914 | 6e              |                |                      |